# Kodeks 099
Kodeks 099 (Gregory-Aland no. 099), ε 47 (Soden) – grecki kodeks uncjalny Nowego Testamentu na pergaminie, paleograficznie datowany na VII wiek. Rękopis przechowywany jest we Francuskiej Bibliotece Narodowej (Copt. 129,8) w Paryżu. Zawiera dwa zakończenia Ewangelii Marka.

## Opis
Do dziś zachowała się 1 karta kodeksu (32 na 26 cm) z tekstem Ewangelii Marka (16,6-8), krótkie zakończenie Marka, dłuższe zakończenie Marka (16,9-18). Tekst pisany jest dwiema kolumnami na stronę, 32 linijek w kolumnie. Pergamin jest gruby, litery są wielkie.
Posiada dwa zakończenia Ewangelii Marka (jak kodeksy: 044, 0112, 274mg, 579, ℓ 1602).
Tekst kodeksu reprezentuje aleksandryjską tradycję tekstualną. Kurt Aland zaklasyfikował go do kategorii III.
Fragment badany był przez Émile Amélineau, który też opublikował jego tekst. Gregory w 1908 roku dał mu siglum 099. INTF datuje go na VII wiek. C.R. Gregory opisał rękopis w 1909 roku.